# Julieta Dobles
Julieta Dobles Yzaguirre, née le 11 mars 1943 à San José au Costa Rica, est une poète, écrivaine et éducatrice costaricienne.
Principalement connue pour ses poèmes, qu'elle publie de 1965 à 2016, elle est cinq fois lauréate du Premios Nacionales Aquileo J. Echeverría (es) et reçoit le Prix National Magón de la Culture en 2013.

## Biographie

### Jeunesse, formation
Julieta Dobles Yzaguirre naît le 11 mars 1943 à San José, au Costa Rica. Sa mère, Ángela Yzaguirre, est enseignante et poète, mais sans avoir publié. Julieta Dobles poursuit ses études supérieures à l'université du Costa Rica, où elle étudie la biologie, la philologie et la linguistique,. Elle obtient aussi une maîtrise en philologie hispanique, spécialisée en littérature hispanique américaine, de l'université Stony Brook, à New York.

### Carrière littéraire
À la suite de ses études, elle rejoint le Círculo de Poetas (Cercle des poètes), où elle bénéficie des conseils de Jorge Debravo et Laureano Albán.
Julieta Dobles signe en 1977 le Manifeste transcendantaliste (espagnol : Manifiesto trascendentalista) aux côtés de Laureano Albán, de Carlos Francisco Monge et de Ronald Bonilla.
Les poèmes et les articles qu'écrit Julieta Dobles sont publiés dans diverses revues et magazines, notamment ses poèmes Reloj de siempre (Horloge de toujours, 1965), El peso vivo (Le poids vivant, 1968), Hojas furtivas (Heures furtives, 2007).

### Enseignement scolaire et universitaire
Elle est d'abord professeur dans l'enseignement secondaire où elle enseigne les sciences pendant quinze ans. Elle est ensuite professeur de littérature, de communication et de langue à l'Escuela de Estudios Generales de l'université du Costa Rica. Dans cette université, elle coordonne également divers ateliers sur la littérature. Elle est membre de l'Academia Costarricense de la Lengua depuis 2006.

### Récompenses et hommages
Julieta Dobles est cinq fois lauréate du Premio Nacional Aquileo J. Echeverría (es) en poésie, en 1968, en 1977, en 1992, en 1997 et en 2003. Elle reçoit aussi le Premio Editorial Costa Rica (es) en 1975 et le deuxième prix du Prix Adonáis de poésie en 1981. Le ministère costaricien de la Culture et de la Jeunesse lui décerne en 2013 le Prix national Magón de la culture,.

### Vie privée
Julieta Dobles épouse le poète Laureano Albán de 1967 à 2001. Ils ont cinq enfants et ont travaillé ensemble sur plusieurs livres,.

## Œuvres
Ses principales œuvres publiées comprennent :
- Reloj de siempre, 1965.
- El peso vivo, 1968.
- Los pasos terrestres, 1976.
- Hora de lejanías, 1982.
- Los delitos de Pandora, 1987.
- Una viajera demasiado azul, 1990.
- Amar en Jerusalén, 1992.
- Costa Rica poema a poema, 1997.
- Poemas para arrepentidos, 2003.
- Las casas de la memoria, 2005.
- Fuera de álbum, 2005.
- Hojas furtivas, 2007.
- Cartas a Camila, avec Laureano Albán, 2007.
- Trampas al tiempo, 2015.
- Poemas del esplendor, 2016.